# Somewhere Only We Know
Somewhere Only We Know is de eerste single van het debuutalbum Hopes and Fears van de Britse band Keane. De single is Keane's best verkochte single ooit. De B-kantjes van de single staan niet op Hopes and Fears, maar werden veel live gespeeld.
Het nummer is gecomponeerd door Tim Rice-Oxley in 2001. De band speelde het nummer met gitaar toen Dominic Scott nog bij de band was. Na zijn vertrek schreef de band de gitaarlijn uit het nummer om voor de piano en de uiteindelijke versie werd in 2002 opgenomen in East Sussex.

## Nummers
1. "Somewhere Only We Know"
2. "Walnut Tree" (alleen op de cd)
3. "Snowed Under"
4. "Somewhere Only We Know" (video)

### Duitsland
1. "Somewhere Only We Know"
2. "Snowed Under"

- Deze versie kwam uit op 26 maart 2004.

### Spanje
1. "Somewhere Only We Know"
2. "Walnut Tree"
3. "Somewhere Only We Know" (video)

- Deze versie kwam uit op 16 april 2004.

### Verenigd Koninkrijk

#### Pocket-cd 3"
1. "Somewhere Only We Know"
2. "Snowed Under"

- Polyfone ringtones en truetones van Somewhere Only We Know en Snowed Under.
- Deze versie kwam uit op 19 juli 2004.

#### Vinyl 7"
1. "Somewhere Only We Know"
2. "Snowed Under"

## Videoclip
Er zijn drie video's gemaakt voor Somewhere Only We Know.
- Verenigd Koninkrijk - Keane komt uit een studio en stapt in een taxi. Ze worden bij een bos afgezet waar ze spelen en bekeken worden door kleine aliens ("Roxleys") die de zielen van bomen moeten voorstellen.
- Verenigde Staten 1 - Zelfde video als die van het Verenigd Koninkrijk maar dan zonder de aliens.
- Verenigde Staten 2 - Keane speelt op een concert maar bevinden zich later in een bos. Het bos verdwijnt daarna in een stad.

## Hitnotering
| "Somewhere Only We Know" in de Nederlandse Top 40 - binnen 29-05-2004 | "Somewhere Only We Know" in de Nederlandse Top 40 - binnen 29-05-2004 | "Somewhere Only We Know" in de Nederlandse Top 40 - binnen 29-05-2004 | "Somewhere Only We Know" in de Nederlandse Top 40 - binnen 29-05-2004 | "Somewhere Only We Know" in de Nederlandse Top 40 - binnen 29-05-2004 | "Somewhere Only We Know" in de Nederlandse Top 40 - binnen 29-05-2004 | "Somewhere Only We Know" in de Nederlandse Top 40 - binnen 29-05-2004 | "Somewhere Only We Know" in de Nederlandse Top 40 - binnen 29-05-2004 | "Somewhere Only We Know" in de Nederlandse Top 40 - binnen 29-05-2004 | "Somewhere Only We Know" in de Nederlandse Top 40 - binnen 29-05-2004 | "Somewhere Only We Know" in de Nederlandse Top 40 - binnen 29-05-2004 | "Somewhere Only We Know" in de Nederlandse Top 40 - binnen 29-05-2004 |
| Week                                                                  | 01                                                                    | 02                                                                    | 03                                                                    | 04                                                                    | 05                                                                    | 06                                                                    | 07                                                                    | 08                                                                    | 09                                                                    | 10                                                                    |                                                                       |
| --------------------------------------------------------------------- | --------------------------------------------------------------------- | --------------------------------------------------------------------- | --------------------------------------------------------------------- | --------------------------------------------------------------------- | --------------------------------------------------------------------- | --------------------------------------------------------------------- | --------------------------------------------------------------------- | --------------------------------------------------------------------- | --------------------------------------------------------------------- | --------------------------------------------------------------------- | --------------------------------------------------------------------- |
| Nummer                                                                | 34                                                                    | 17                                                                    | 15                                                                    | 17                                                                    | 17                                                                    | 16                                                                    | 15                                                                    | 20                                                                    | 26                                                                    | 35                                                                    | uit                                                                   |

### NPO Radio 2 Top 2000
| Nummer met noteringen in de NPO Radio 2 Top 2000 | '05 | '06 | '07 | '08 | '09 | '10 | '11 | '12 | '13 | '14 | '15 | '16 | '17 | '18 | '19 | '20 | '21 | '22 | '23 | '24 |
| ------------------------------------------------ | --- | --- | --- | --- | --- | --- | --- | --- | --- | --- | --- | --- | --- | --- | --- | --- | --- | --- | --- | --- |
| Somewhere Only We Know                           | 128 | 152 | 248 | 299 | 319 | 329 | 335 | 268 | 182 | 230 | 245 | 260 | 279 | 338 | 319 | 172 | 193 | 161 | 146 | 121 |

1. ↑  Een vetgedrukt getal geeft de hoogste notering aan.
2. ↑  2005 was het eerste jaar met een notering voor dit nummer.

## Andere uitvoeringen
"Somewhere Only We Know" werd gecoverd door onder andere Natasha Bedingfield, Lifehouse, Lily Allen, Laura Michelle Kelly, Ilse DeLange en door Travis, die er een andere tekst bij bedachten en het "After Mark And Lard Go" noemden. In Nederland viel de weergave door Nina den Hartog tijdens de competitie Idols 5 op. 
Lily Allen scoorde in 2013 in een aantal landen een klein hitje met haar cover, die bedoeld was voor de kerstcampagne van de Britse warenhuisketen John Lewis. In Nederland behaalde haar uitvoering geen hitlijsten, maar in Vlaanderen haalde het de 12e positie in de Tipparade. 
In 2020 coverde Ilse DeLange het nummer, speciaal voor de Top 500 van de Zeroes van Q-music. DeLange werd door ochtend-dj's Mattie Valk en Marieke Elsinga gevraagd haar favoriete nummer uit de jaren '00 te coveren en dat werd "Somewhere Only We Know". “Ik vond dit altijd een hele mooie song. Voor mij gaat het over het (her)vinden van jezelf. Het simpele opnieuw bijzonder vinden. Je oorsprong herontdekken,” schreef de zangeres op Instagram. Haar ingetogen cover leverde een storm aan positieve reacties op, wat DeLange deed besluiten om haar uitvoering op single uit te brengen. Het behaalde de 13e positie in de Tipparade.